# Гигантуры
Гигантуры (лат. Gigantura) — род лучепёрых рыб, единственный в семействе гигантуровых (Giganturidae) отряда аулопообразных (Aulopiformes).

## Описание
Окраска серебристая. Кожа обвислая, тело голое.
Голова большая с коротким, заострённым рылом. Глаза большие, телескопические, в виде двух труб, направлены вперед. Рот большой, достаточно далеко позади глаз. Во рту длинные, острые и загнутые назад зубы. Ротовая полость внутри тёмная. Плавательного пузыря нет.
Прозрачные плавники лишены жёстких лучей. Грудные плавники расположены высоко на теле, над жаберным отверстием, лучей 30-43. Брюшной плавник, жировой плавник и лучи жаберной перепонки имеются у личинок, но затем утрачиваются. Хвостовой плавник раздвоенный, нижняя лопасть хвостового плавника бывает такой же длинной, как и само тело.
Максимальная стандартная длина тела 22 см. Утрата многих признаков, которые обычно появляются относительно поздно в онтогенезе, указывает на то, что состояние, наблюдаемое у этих рыб, является неотенией. При длине около 25-34 мм начинается метаморфоз личинки во взрослую особь.

## Распространение
Морские рыбы, встречаются в Атлантическом, Индийском и Тихом океанах. Гигантуры живут на глубинах 500—2100 метров. 

## Образ жизни
Мезо-/батипелагические хищники, которые плавают вертикально, головой вверх, в открытом океане. Они используют свои огромные, направленные вперед глаза, чтобы обнаружить силуэты плывущей над ними добычи.

## Виды

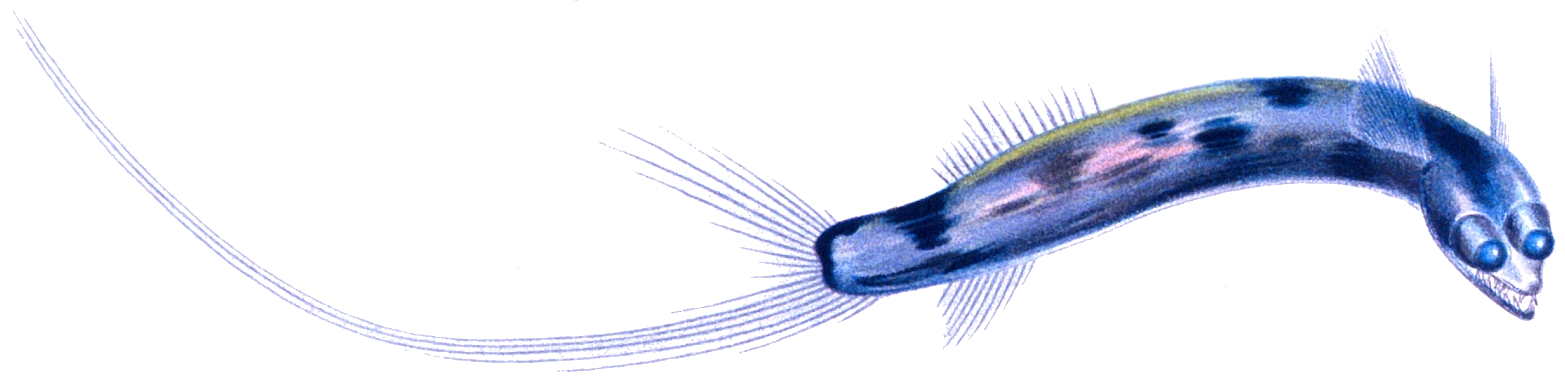
Gigantura chuni

В составе рода выделяют 2 вида:
- Gigantura chuni Brauer, 1901 — Гигантура-телескоп
- Gigantura indica Brauer, 1901